# Planetoidy bliskie Ziemi
| LINEAR  | NEAT  | Spacewatch |
| LONEOS  | CSS   | Pan-STARRS |
| NEOWISE | ATLAS | inne       |

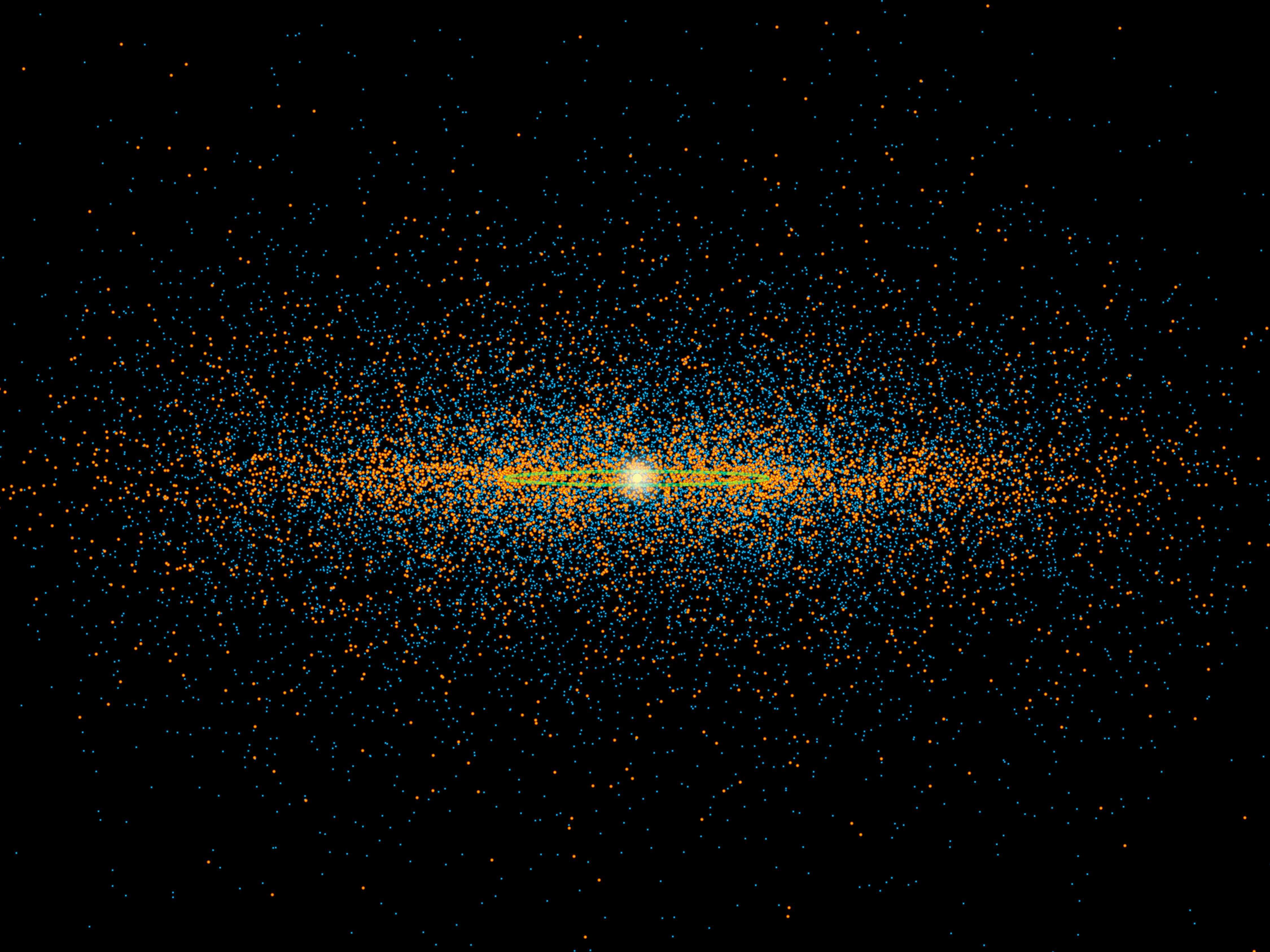
Symulowany rozkład przestrzenny planetoid bliskich Ziemi, w tym potencjalnie niebezpiecznych (pomarańczowe). Zielona linia wskazuje orbitę Ziemi.

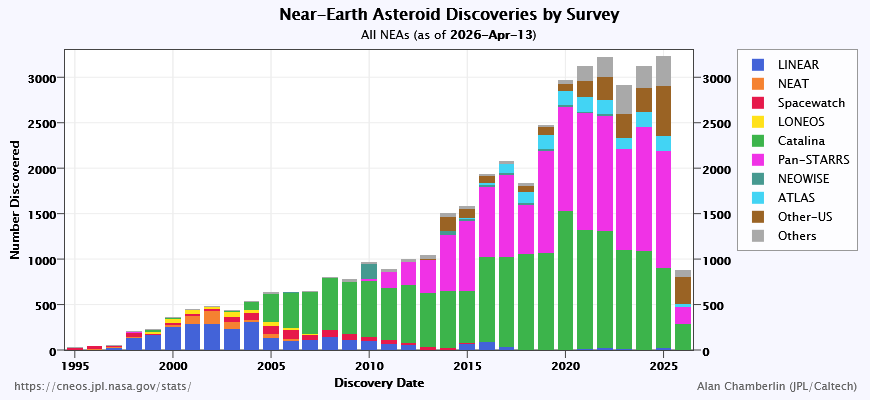
Liczba planetoid bliskich Ziemi odkrytych od roku 1995 za pomocą różnych programów obserwacyjnych:

Planetoidy bliskie Ziemi (ang. Near-Earth asteroids, NEA) – planetoidy z klasy obiektów bliskich Ziemi, których peryhelium orbity znajduje się w pobliżu orbity Ziemi i jest mniejsze niż 1,3 au.
Niektóre z tych planetoid poruszają się na tyle blisko ziemskiej orbity, że mogą powodować niebezpieczeństwo zderzenia z Ziemią. Z drugiej strony NEA są łatwo osiągalne dla statków kosmicznych. Jak dotąd trzy planetoidy bliskie Ziemi zostały odwiedzone przez sondy kosmiczne: (433) Eros (Near Earth Asteroid Rendezvous, NASA), (25143) Itokawa (misja Hayabusa, JAXA) i (4179) Toutatis (misja Chang’e 2, CNSA).

## Klasyfikacja NEA
Ze względu na orbitę, wyróżnia się cztery rodziny planetoid bliskich Ziemi:
- Grupa Atiry – Grupa planetoid o półosi wielkiej a < 1 au, których aphelium znajduje się bliżej niż peryhelium Ziemi: Q < 0,983. Ich orbity leżą w całości wewnątrz orbity ziemskiej (choć niekoniecznie w tej samej płaszczyźnie).
- Grupa Atena – Grupa planetoid o półosi wielkiej a < 1 au, których aphelium leży w przedziale 0,983 < Q ≤ 1,0167. Przeważnie poruszają się wewnątrz ziemskiej orbity.
- Grupa Apolla – Grupa planetoid o półosi wielkiej a ≥ 1 au, natomiast aphelium Q < 1,017 au
- Grupa Amora – Grupa planetoid o półosi wielkiej a > 1 au, peryhelia nieznacznie wykraczają poza orbitę Ziemi (1,017 – 1,3 au). Planetoidy z tej grupy często przecinają orbitę Marsa, nie przecinają jednak orbity Ziemi.

## Liczba
13 marca 2025 roku znanych było 37 908 planetoid bliskich Ziemi. Największym z nich jest mający średnicę około 38 km (1036) Ganymed. Łącznie istnieją prawdopodobnie dziesiątki tysięcy NEA, przy czym, jak wynika z obserwacji wykonanych za pomocą satelity WISE, około 980 z nich ma średnicę powyżej 1 kilometra, a około 19,5 tys. – pomiędzy 100 a 1000 metrów.
| Występowanie NEA           | Liczba nazwanych | Liczba ponumerowanych | Liczba wszystkich w bazie JPL |
| -------------------------- | ---------------- | --------------------- | ----------------------------- |
| Grupa Atiry                | 2                | 9                     | 34                            |
| Grupa Atena                | 14               | 271                   | 3021                          |
| Grupa Apolla               | 80               | 1744                  | 21 496                        |
| Grupa Amora                | 82               | 1337                  | 13 357                        |
| Razem cały Układ Słoneczny | 178              | 3361                  | 37 908                        |